# Other
Other è il nono album in studio della cantautrice inglese Alison Moyet, pubblicato nel 2017.

## Tracce
1. I Germinate – 3:38
2. Lover, Go – 4:03
3. The English U – 5:02
4. The Rarest Birds – 4:37
5. Beautiful Gun – 3:10
6. Reassuring Pinches – 4:01
7. April 10th – 4:42
8. Other – 3:31
9. Happy Giddy – 3:16
10. Alive – 5:07